# 鶴見川橋
鶴見川橋（つるみがわばし）は、神奈川県横浜市鶴見区の鶴見川に架かる、旧東海道の橋梁である。

## 歴史
鶴見川橋は大正末期までは「鶴見橋」と呼ばれており、初代の橋は徳川家康が東海道を整備した1601年（慶長6年）頃に架けられたと考えられている。また、当初は「釣海橋」と呼ばれていたが、川から見える鶴の群れを見た家康が「めでたいことなので、これからは『鶴見橋』と呼ぶように」と言ったことから橋名が改められた言い伝えもある。当時は多摩川に橋はなく、江戸を発った旅人が東海道で最初に渡る橋であった。鶴見川は川幅が狭く流路が湾曲しており、幾度も氾濫を繰り返す暴れ川であった。『鶴見川災害予防組合史』の記録に残る1696年（元禄9年）以降明治までの間に、1696年、1707年（宝永4年）、1733年（享保18年）、1768年（明和5年）、1792年（寛永4年）から1802年（享和2年）の間（詳細年次不詳）、1826年（文政9年）の6回に渡り架け替えられている。19世紀前半に編纂された『新編武蔵風土記稿』によると、長さ25間（約45.5m）、幅3間（約5.5m）であったとされている。
1860年代（現地案内板によると1860年（万延元年）。1862年（文久2年）の生麦事件以降とする説もある）には、攘夷派の浪人を取り締まるため神奈川奉行により東海道沿いに番所が設けられた。本橋右岸にもその一つが置かれ、現在は碑が残る。
大正末期には、下流側に整備された京浜国道（現在の国道15号、第一京浜国道）に鶴見橋の名を譲り、鶴見川橋に改称された。1953年（昭和28年）には長さ112m・幅8mの鋼製の桁橋に架け替えられた。この橋は、1991年度にかながわの橋100選の一つに選定されたが、河川改修に合わせて架け替えられることとなった。

## 現橋
現在の橋は1990年度に工事に着手、1997年度に完成した。流路中に橋脚を立てることを避けるため、アーチ橋の一種のニールセンローゼ橋を採用。アーチの塗色は現地に大きな色見本を置いて検討し、淡いクリーム色とされた。橋の軸と川筋との交差角が直角ではない斜橋であり、正面から見たときにアーチの上横支材が傾いて見える違和感を緩和するため曲線状のデザインとされた。
橋長119.6m、総幅員は18.7m。車道は3.5m×往復各1車線、アーチの両サイドに2.5mの歩道が付設されている。歩道には、東海道をイメージして自然石の風合いのある舗装材が使われている。橋桁からアーチ最上部までの高さは19m。

## 周辺
右岸は鶴見区鶴見中央二丁目、左岸は同市場下町となる。上流にはJR東海道本線他の鶴見川橋梁が架かり、道路橋は森永橋まで1kmほど離れている。下流側には下水道圧送管が並行し、250mほど先に京急本線鶴見川橋梁、400mほど下流には国道15号（第一京浜国道）の鶴見橋が架かる。右岸のたもとには鶴見橋関門旧跡の碑があり、旧東海道を川崎方面に400mほど歩くと、京浜方面で唯一残る一里塚の史跡がある。

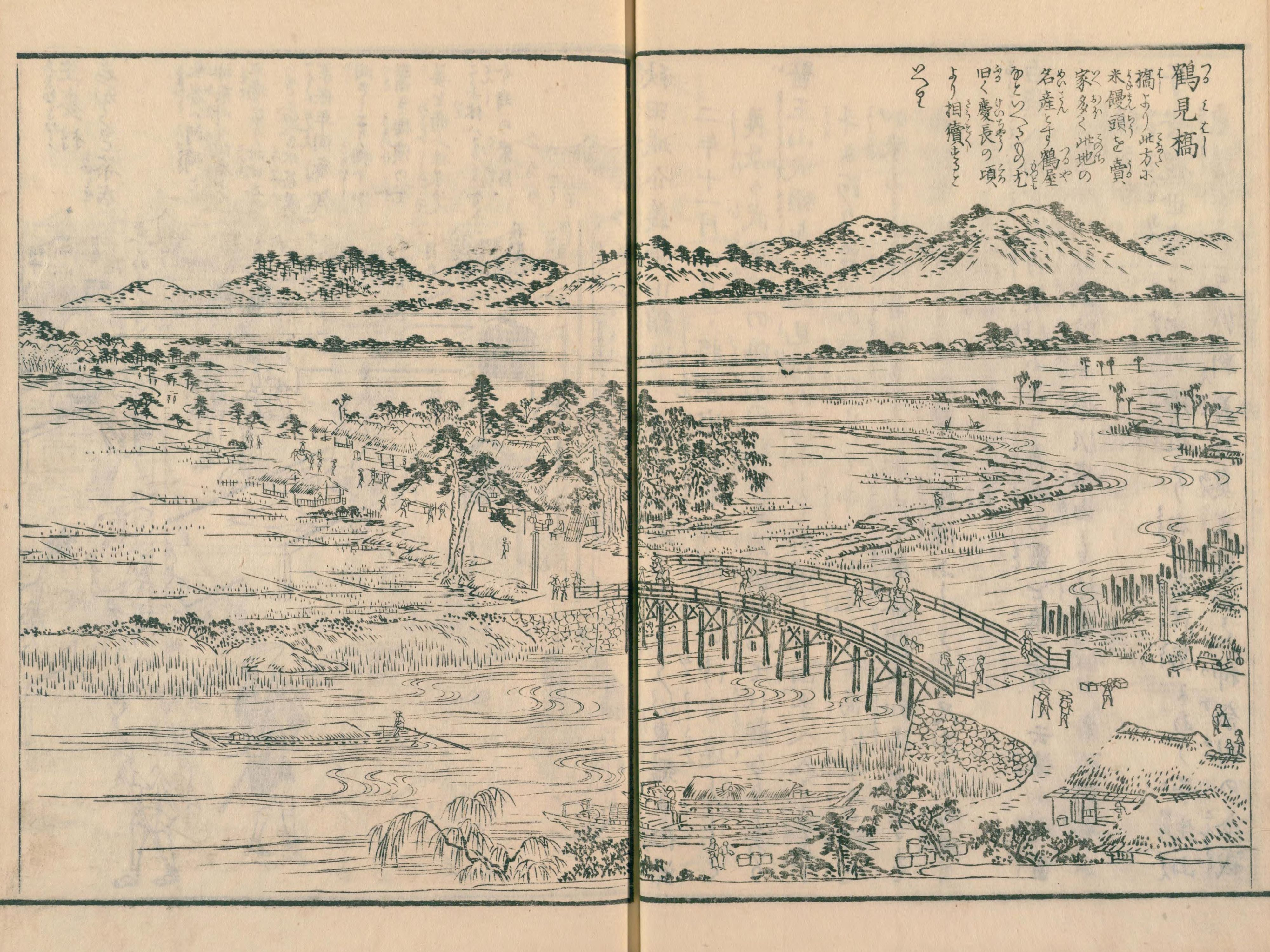
『江戸名所図会』に描かれた鶴見川橋（当時の名称は鶴見橋）
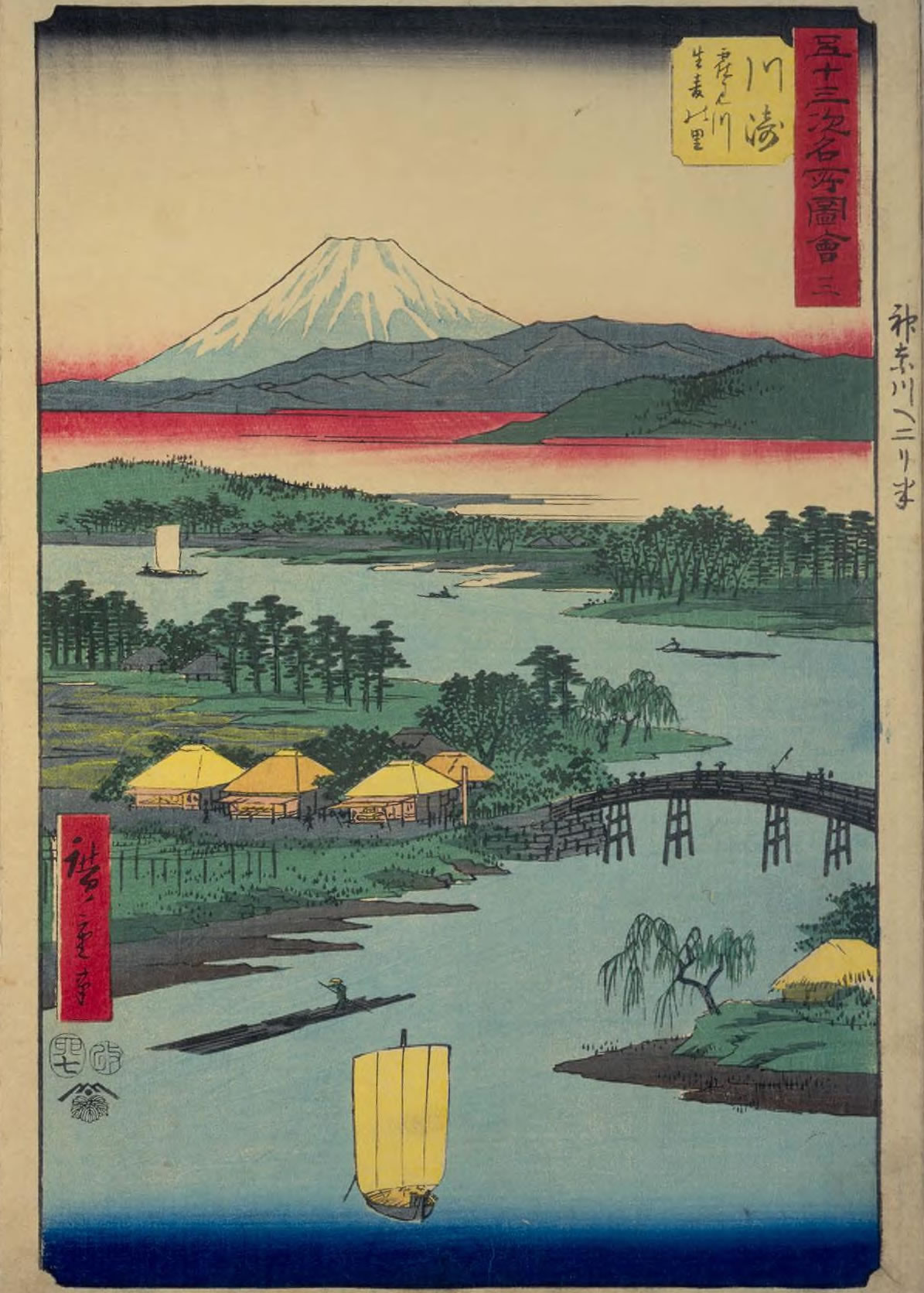
歌川広重の『五十三次名所図会 三 川崎』に描かれた鶴見川橋
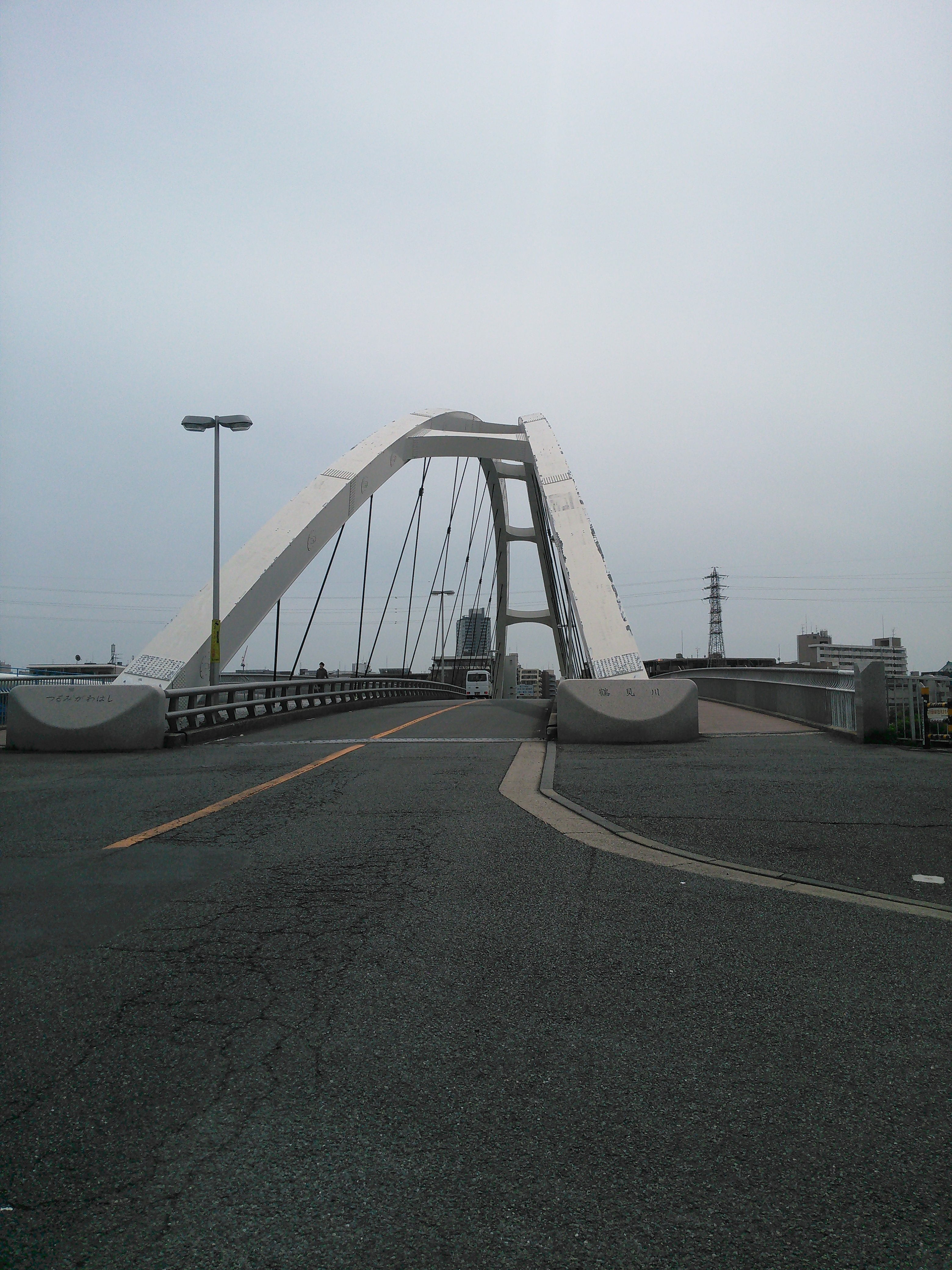
2017年の鶴見川橋。左岸、川崎方面から鶴見駅方面を望む